# Arnoštka Henn
Arnoštka Henn von Henneberg-Spiegel (německy Ernestine Henn von Henneberg-Spiegel), rozená Arnoštka Kopalová (3. září 1839 Fiume – 19. září 1915 Kostelní Bříza) byla česká šlechtična, příslušnice rodu Kopalů, dcera Karla von Kopala a Marie Terezie von Spiegel (25. prosince 1797 Kostelní Bříza – 5. září 1846 Kostelní Bříza). Byla sestrou c. k. generálmajora Karla Kopala, c. k. plukovníka Viktora Kopala, c. k. nadporučíka Roberta Kopala a Viktoríny Brand. Užívala dědičný šlechtický titul baronka.

## Život

### Mládí
V březnu 1836 pověřil císař jejího otce velením 7. mysliveckého praporu, který byl dislokován jako posádka v chorvatské Rijece (Fiume) a Bakaru (Buccar). Dne 12. února 1837 císař ocenil věrnost Karla Kopala povýšením do prostého šlechtického stavu (Karl von Kopal). V Chorvatském Přímoří působil čtyři roky a mezi místním obyvatelstvem si získal velkou oblibu, důkazem čehož byl titul čestného občana (patricia) města Bakaru (1838) a poté i Rijeky (1840). Roku 1839 se mu zde také narodila dcera Arnoštka.
Dne 24. dubna 1846 byl její otec jmenován plukovníkem a velitelem 10. praporu polních myslivců se základnou v Miláně. Začátkem roku 1846 se matka Arnoštky musela ze zdravotních důvodů vrátit do Kostelní Břízy. Spolu s ní cestovali její sourozenci Viktorína a Robert. Zde v rodinném sídle na zámku v Kostelní Bříze Marie Terezie v průběhu roku 1846 zemřela. Ve stejné době její bratr Karel nastoupil na vojenskou akademii ve Vídeňském Novém Městě. Bratr Viktor zůstal s otcem v Itálii, v září 1848 následoval staršího bratra na vojenskou akademii.

### Povýšení do šlechtického stavu
Dne 27. listopadu 1848 byl její otec za rozhodující podíl na vítězství u Vicenzy jmenován in memoriam rytířem Řádu Marie Terezie. Na základě císařského diplomu z 11. ledna 1852 byla Arnoštka spolu s dalšími členy rodiny povýšena na svobodnou paní (baronku).

### Slavnostní odhalení Kopalova památníku ve Znojmě
Její podpis je uveden na zakládací listině empírového památníku vztyčeného na počest otce, jež byl slavnostně odhalen 16. října 1853 za účasti významných osobností Znojma a celé Moravy, přátel a spolubojovníků Karla von Kopala. Památník a posléze i celé náměstí byly pojmenovány po plukovníkovi Karlu von Kopalovi.

### Panství Kostelní Bříza a Arnoltov
Arnoštka byla roku 1878 provdána za správce panství Kostelní Bříza a Arnoltov Bohumila ml. Henn von Henneberg-Spiegel (12. září 1823 – 10. března 1899 zámek Kostelní Bříza). Bohumil majetek vlastnil v letech 1872 až 1899, od roku 1895 byl zapsán jako patron zdejšího kostela a majitel několika dvorů v kraji. V roce 1899 předal všechny majetky své manželce (oficiálně po uzavření odevzdací listiny z 3. května 1901). Arnoštce tak obec patřila v letech 1899–1915. Když v roce 1915 zemřela, přešel majetek na jejího blízkého příbuzného Viktora Brand-Kopala, který byl až do roku 1945 posledním šlechtickým majitelem panství.